# Friedrich Bayer (Musikkritiker)
Friedrich Bayer (* 22. März 1902 in Wien; † 26. Oktober 1954 ebenda) war ein österreichischer Komponist, Musikkritiker und Musiktheoretiker.

Friedrich Bayer 1927 (Aufnahme von Georg Fayer)

## Ausbildung
Friedrich Bayer maturierte im Jahr 1920 am Realgymnasium Wien-Hernals (17. Bezirk) und studierte von 1921 bis 1925 an der Wiener Musikakademie Musiktheorie bei Joseph Marx. Dieses Studium setzte er in den Jahren 1925 bis 1928 an der Fachhochschule fort.
In den Jahren 1927/28 besuchte er zudem die Kapellmeisterschule bei Alexander Wunderer, welche er mit Diplomprüfungen in Komposition und als Kapellmeister abschloss. Daneben studierte er von 1922 bis 1926 Musikwissenschaft an der Universität Wien u. a. bei Robert Lach, Guido Adler und Wilhelm Fischer. Am 30. Oktober 1926 wurde er promoviert.
Nach seiner Promotion betätigte sich Bayer als Privatlehrer, freier Komponist und Musikkritiker (u. a. beim Völkischen Beobachter). Er trat bereits zum 27. September 1932 der NSDAP bei (Mitgliedsnummer 1.214.540).
Von 1938 bis 1945 hatte er, unterbrochen vom Militärdienst 1942 bis 1944, eine Professur an der Wiener Musikakademie inne. Danach wurde diese Anstellung aufgrund seiner NSDAP-Mitgliedschaft widerrufen.

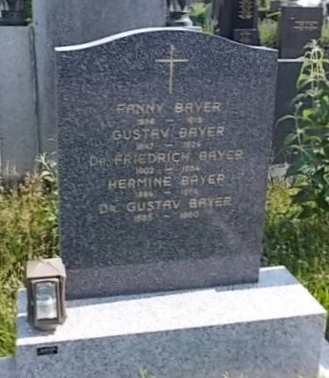
Grabstätte von Friedrich Bayer

Friedrich Bayer wurde am 4. November 1954 auf dem Döblinger Friedhof (37-5-12) in Wien beigesetzt.

## Werke (Auswahl)
- Symphonie in Es-Dur (1930/31)[1]
- Sinfonietta in a-Moll (1935)[1]
- Klavierkonzert in b-Moll (1935)[1]
- Oper Dorothea (1939)[1]